# Os Guerreiros em Helgeland

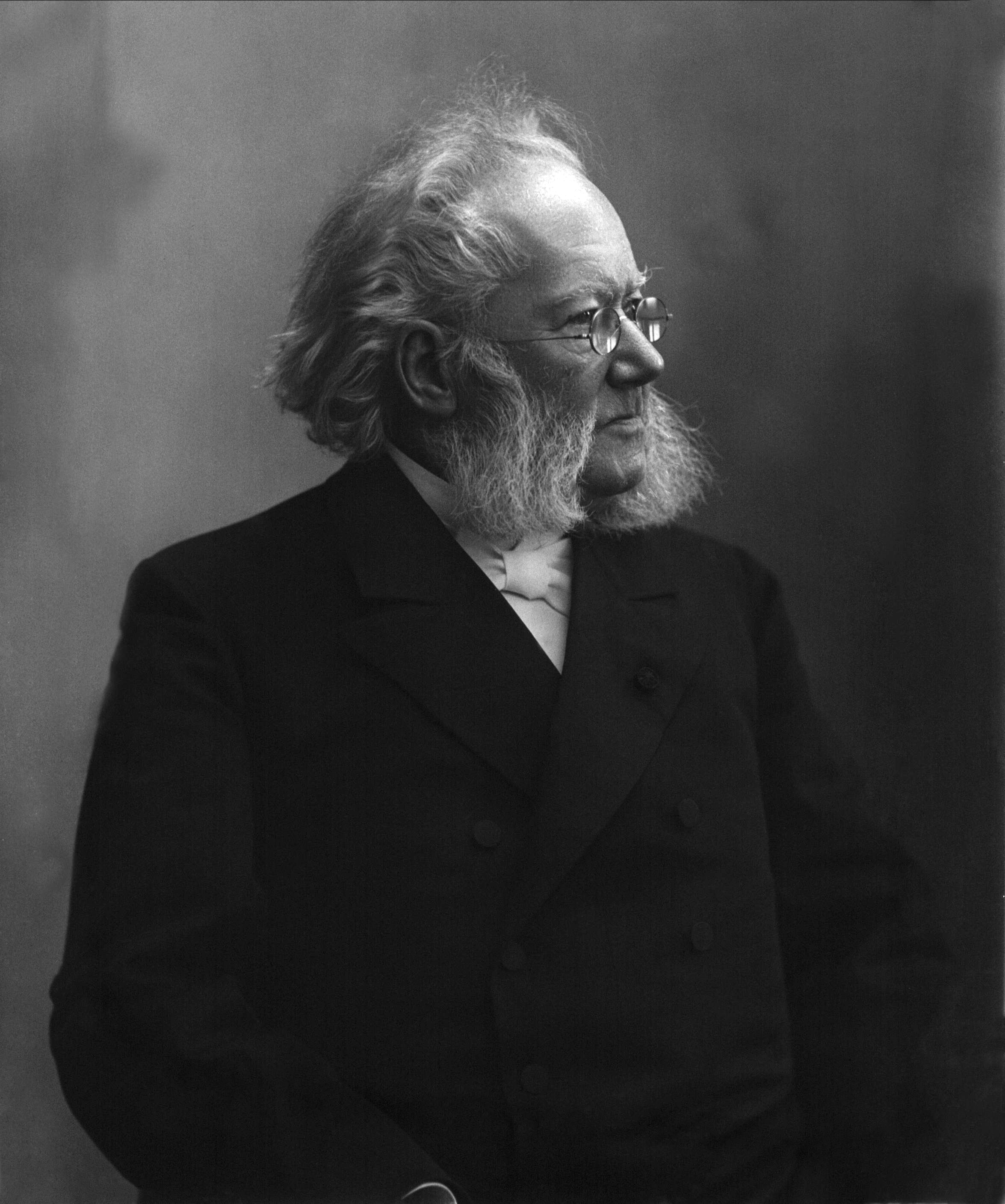
Henrik Ibsen fotografado por Gustav Borgen

Os Guerreiros em Helgeland (Hærmændene paa Helgeland) é uma peça teatral do dramaturgo norueguês Henrik Ibsen, escrita durante o ano de 1857 e representada pela primeira vez em 24 de novembro de 1858, no Christiania Norske Theater, em Oslo. As cenas ocorrem na época de Érico I da Noruega (930-934), na histórica Helgeland, ao norte da Noruega. A peça acontece em um momento em que a sociedade norueguesa estava se organizando a partir da tradição das antigas sagas norueguesas para a nova era do cristianismo.

## Personagens
- Ornulfo
- Sigurdo, o Forte, um viquingue
- Gunar
- Torolfo, filho de Ornulfo
- Dagny, filha de Ornulfo
- Hjördis
- Kaare
- Egil
- Filhos de Ornulfo
- Homens de Ornulfo e Sigurdo

Fonte:

## Histórico
Ibsen escreveu A Festa em Solhaug e Olaf Liljekrans antes de começar a trabalhar seriamente na ideia de Os Guerreiros em Helgeland. Provavelmente, isso deve ter ocorrido algum tempo depois da encenação de Olaf Liljekrans no Det Norske Theater, em Bergen, em janeiro de 1857. A peça foi concluída em Christiania, no outono do mesmo ano.
No meio de julho de 1857, Ibsen fora a Christiania com a finalidade de estudar com mais cuidado uma possível oferta de um cargo de "diretor artístico" no Christiania Norske Theater. Em 23 de julho ele enviou uma carta à administração do Det Norske Theater, em Bergen, na qual pediu para ser liberado de seu contrato, e em 03 de setembro de 1857 assumiu sua nova posição no Christiania Norske Theater.
Na mesma época, Os Guerreiros em Helgeland foi concluída. Ibsen entregou a peça no Christiania Norske Theater, e foi informado pela administração que a situação financeira do teatro não permitia taxas a serem pagas para o trabalho original, e, portanto, a peça não poderia ser encenada no momento. Ibsen publicou, então, um artigo com o título Et Træk af Christiania danske Theaters Bestyrelse, no Aftenbladet, a 10 de Março 1858. Ele acusou o teatro de não promover os interesses da literatura dramática norueguesa, o que originou um acalorado debate na imprensa, em que Paul Botten-Hansen e Bjørnstjerne Bjørnson participaram.
Ibsen considerou, em seus comentários, que o próprio teatro norueguês não tinha competência para colocar em produção de larga escala Os Guerreiros em Helgeland, e decidiu assumir ele próprio a direção da peça. O debate no jornal ajudou a inspirar o interesse público, e a peça foi bem recebida pela audiência e pela crítica, mas teve apenas algumas apresentações.

## Publicação

### Primeira edição
Os Guerreiros em Helgeland foi publicado como um suplemento para o semanário Illustreret Nyhedsblad, em Christiania, em 25 de abril de 1858, em uma edição de 2200 cópias. O número de assinantes foi de cerca de 1700 naquele momento, e o proprietário do semanário, HJ Jensen, ficou com um número de cópias que ofereceu à venda nas livrarias. A publicação foi muito bem recebido, embora as críticas tenham sido mistas.

### Segunda edição
Em 1871, HJ Jensen anunciou uma "segunda edição" de Os Guerreiros em Helgeland. Como a peça tinha sido publicada em sua revista, ele reivindicou o direito de republicá-la, o que irritou Ibsen, que lhe escreveu uma carta de Dresden. Jensen, mesmo assim, publicou o livro, e o caso acabou no tribunal, quando Ibsen ganhou. Jensen teve que pagar uma indenização e custos; a edição foi, então, confiscada e destruída.
A segunda edição, de forma "legal", foi publicada pelo Gyldendalske Boghandel (F. Hegel) em Copenhague, em 1873. Ibsen fez algumas mudanças na peça, mas estas foram de natureza ortográfica.

## Traduções
A peça foi traduzida para o inglês pelo escritor e crítico literário escocês William Archer como uma parte da publicação Henrik Ibsen's Prose Dramas Vol III. Desse volume consistiam Lady Inger of Östrat (Fru Inger til Østeraad); The Vikings at Helgeland (Hærmændene paa Helgeland); e The Pretenders (Kongs-Emnerne). Foi publicada por The Walter Scott Company, em Londres, em 1890.